# Chysyr Chakimowitsch Appajew
Chysyr Chakimowitsch Appajew (russisch Хызыр Хакимович Аппаев; * 27. Januar 1990 in Naltschik) ist ein russischer Fußballspieler.

## Karriere
Appajew begann seine Karriere bei Schemtschuschina Sotschi. Zur Saison 2011/12 wechselte er zum Drittligisten Druschba Maikop. Für Druschba absolvierte er 14 Partien in der Perwenstwo PFL, in denen er fünf Tore erzielte. Im August 2011 schloss er sich dem Erstligisten Krylja Sowetow Samara an. Dort debütierte er im März 2012 gegen Amkar Perm in der Premjer-Liga. Bis Saisonende absolvierte er neun Partien in der höchsten russischen Spielklasse. Zur Saison 2012/13 wechselte er zum Ligakonkurrenten FK Krasnodar. Für Krasnodar kam er bis zur Winterpause dreimal zum Einsatz.
Im Januar 2013 wurde er für eineinhalb Jahre an den Zweitligisten Rotor Wolgograd verliehen. Bis zum Ende der Spielzeit absolvierte er zwölf Partien in der Perwenstwo FNL. In der Saison 2013/14 spielte er 32 Mal in der zweiten Liga und machte fünf Tore. Zur Saison 2014/15 kehrte Appajew nicht mehr nach Krasnodar zurück, sondern wechselte fest zum Zweitligisten Gasowik Orenburg. Für Gasowik kam er zu 30 Einsätzen in der FNL. In der Saison 2015/16 spielte er 35 Mal und erzielte sieben Tore, mit Orenburg stieg er in die Premjer-Liga auf.
Nach dem Aufstieg wechselte Appajew allerdings zur Saison 2016/17 zum Neo-Ligakonkurrenten Arsenal Tula. Für Tula spielte er bis zur Winterpause 13 Mal im Oberhaus, er blieb aber ohne Torerfolg. Im Januar 2017 wechselte der Stürmer nach Lettland zum Riga FC. Für den Hauptstadtklub spielte er achtmal in der Virslīga, ehe er im Juli 2017 wieder nach Russland zurückkehrte und sich dem Zweitligisten Awangard Kursk anschloss. Für Awangard kam er bis zur Winterpause 2017/18 zu 20 Zweitligaeinsätzen, in denen er dreimal traf. Im Januar 2018 kehrte er zum Ligakonkurrenten Wolgograd zurück. Für Rotor absolvierte er zehn Partien in der FNL.
Zur Saison 2018/19 zog er weiter innerhalb der Liga zum FK Tambow. Für Tambow kam er zu 35 Zweitligaeinsätzen, in denen er achtmal traf. Mit dem Klub stieg er zu Saisonende in die Premjer-Liga auf. In dieser kam er bis zur Winterpause zu 13 Einsätzen für Tambow, er blieb aber ohne Treffer. Im Februar 2020 wechselte der Offensivspieler zurück in die zweite Liga, wo er sich Tekstilschtschik Iwanowo anschloss. Für Iwanowo konnte er nur zwei Partien absolvieren, ehe die Saison COVID-bedingt abgebrochen wurde. In der Saison 2020/21 machte er bis zur Winterpause dann 21 Spiele und erzielte fünf Tore.
Im Januar 2021 wechselte Appajew zum Ligakonkurrenten FK Fakel Woronesch. Für Fakel kam er bis Saisonende zu acht Zweitligaeinsätzen. In der Saison 2021/22 spielte er 36 Mal und machte sieben Tore, mit Woronesch schaffte er zu Saisonende seinen persönlich dritten Erstligaaufstieg. In der Saison 2022/23 kam er dann zu 28 Einsätzen in der Premjer-Liga, in der er dreimal traf. In der Saison 2023/24 absolvierte er wieder 28 Spiele für Woronesch. Nach weiteren sieben Einsätzen zu Beginn der Saison 2024/25 wechselte er im September 2024 zu Zweitligist Baltika Kaliningrad.